# Majid Bishkar
Majid Bishkar (Khorramshahr, 6 agosto 1956) è un ex calciatore iraniano, di ruolo attaccante.

## Carriera

### Club
Ha giocato in India con l'East Bengal.

### Nazionale
Ha partecipato ai Mondiali del 1978.

## Palmarès

### Club

#### Competizioni nazionali
- Coppa della Federazione indiana: 2

East Bengal: 1980-1981
Mohammedan: 1983-1984